# Bordeira
Bordeira ist eine Ortschaft und eine Gemeinde im Süden Portugals, an der West-Algarve. Sie gehört zum Naturpark Parque Natural do Sudoeste Alentejano e Costa Vicentina.

## Geschichte
Funde belegen eine Besiedlung zurück bis in die Altsteinzeit. Die eigenständige Gemeinde Bordeira wurde 1464 durch den Bischof von Silves gegründet und dem Kreis von Vila do Bispo angegliedert. 1861 kam sie zum Kreis Aljezur, um mit dessen Auflösung 1895 zum Kreis Lagos zu kommen. Seit 1908 ist Bordeira wieder eine Gemeinde Aljezurs.

## Verwaltung
Bordeira ist Sitz einer gleichnamigen Gemeinde (Freguesia) im Kreis (Concelho) von Aljezur im Distrikt Faro. Sie hat eine Fläche von 79,9 km² und 370 Einwohner (Stand 19. April 2021).
Folgende Ortschaften liegen in der Gemeinde Bordeira:
- Alfambras
- Bordeira
- Cabeços de Bordeira
- Carrapateira
- Monte Novo
- Tramelo
- Vilarinha

## Strände und Sehenswürdigkeiten
Bordeira hat zwei Strände:
- Praia da Bordeira
- Praia do Amado, dieser ist bei Surfern und Bodyboardern sehr beliebt

Die Pfarrkirche von Bordeira wurde 1746 errichtet und überstand das Erdbeben von 1755. Der von außen schlichte Kirchenbau überrascht durch den barocken Innenraum. Der Hoch- und die Seitenaltäre sind mit Holzschnitzereien verziert. Neben der Kirche steht ein manuelinisches Steinportal.
Im Dorf Carrapateira befindet sich eine Festung von 1673, die dazu diente die Küste gegen die maurischen Piraten aus dem heutigen Marokko zu verteidigen.
Das Meeres- und Heimatmuseum Museu do Mar e da Terra in der Rua do Pescador in Carrapateira wurde 2008 eröffnet.